# 李承祖
李承祖（1455年—？），字繼宗，山東兗州府濟寧州人，民籍，明朝政治人物。

## 生平
山東鄉試第四名舉人。弘治三年（1490年）中式庚戌科會試第九十五名，二甲第十七名進士。

## 家族
曾祖李慶夫，封光祿寺署丞；祖父李睿，按察司副使；父李耕，宣聖廟司樂。母楊氏。具庆下。